# Ximena Aguilera
Ximena Paz Aguilera Sanhueza (7 de octubre de 1964) es una médica cirujana especialista en salud pública y política chilena. Desde el 6 de septiembre de 2022 se desempeña como ministra de Salud de su país bajo el gobierno del presidente Gabriel Boric.

## Biografía
Es hija del locutor Pablo Aguilera, ideológicamente de derecha. Cursó sus estudios en el colegio de la Compañía de María de calle Seminario, en la comuna de Providencia, más tarde en el proceso universitario estudio en la Universidad de Chile titulándose de Médico Cirujano. Realizó sus estudios de magíster en Salud Pública en la misma universidad. Antes de asumir como ministra, ejercía como directora del Centro de Epidemiología y Políticas de Salud de la Facultad de Medicina Clínica Alemana - Universidad del Desarrollo.

### Trayectoria profesional
Entre 1999 y el 2008 fue jefa del Departamento de Epidemiología del Ministerio de Salud de Chile, entre sus tareas estuvo diseñar e implementar el nuevo modelo de vigilancia de enfermedades transmisibles para Chile; conducir la Primera Campaña Nacional de Vacunación contra la Rubéola en mujeres adultas; idear e Implementar la Primera Encuesta Nacional de Salud Chile (2003).
En 2005, participó en el proceso de Reforma del Sector Salud en Chile, específicamente en el fortalecimiento de la autoridad sanitaria y en el diseño conceptual de los mecanismos legales para la selección de las enfermedades prioritarias para el sistema de Garantías Explícitas (AUGE, actual GES).
En 2008, fue nombrada asesora Principal de Enfermedades Transmisibles, en la Organización Panamericana de la Salud (OPS) en Washington, por 2 años.
Durante el segundo gobierno de Sebastián Piñera, y en el marco de la pandemia de Covid-19, Aguilera presidió el Consejo Asesor del Minsal creado, con el objetivo de guiar al ministerio en las políticas que se implementarían para enfrentar las distintas etapas del SARS-CoV-2, una vez que ya se habían confirmado los primeros casos de la enfermedad en Chile.
Además, es miembro del Comité de preparación de la respuesta a la epidemia del Lancet Infectious Diseases.[cita requerida]